# Galzignano Terme
Galzignano Terme là một đô thị thuộc tỉnh Padova vùng Veneto, located about 50 km về phía tây nam của Venezia và cách khoảng 15 km về phía tây nam của Padova. Tại thời điểm ngày 31 tháng 12 năm 2019, đô thị này có dân số 4.261 người và diện tích 18,1 km².
Galzignano Terme giáp các đô thị: Arquà Petrarca, Baone, Battaglia Terme, Cinto Euganeo, Monselice, Montegrotto Terme, Teolo, Torreglia, Vo.